# Jose Oteros
José Oteros Bascón (Córdoba, 29 de julio de 1984), conocido como Jose Oteros, es un psicólogo feminista, comunicador y formador español, experto en Abordaje Psicológico Integral en Violencias Machistas, experto en Gestión Emocional y Experto en Coaching Profesional. Actualmente está estudiando el Máster Universitario de Periodismo y Comunicación Digital: datos y nuevas narrativas de la Universidad Abierta de Cataluña (UOC). Sus áreas de trabajo comprenden internet y las redes sociales; el análisis crítico de contenidos audiovisuales desde la perspectiva feminista, el pensamiento crítico y el sentido del humor; con especial interés sobre la perspectiva de género, los derechos de las mujeres y las violencia de género; la manosfera y las masculinidades; la diversidad corporal y la gordofobia; la diversidad sexual y el colectivo LGTBIQA+, los buenos tratos y los mitos del amor romántico. Fue premiado con el IV Reconocimiento Charo Prieto Escalera por la Igualdad entre Mujeres y Hombres otorgado por el Movimiento Feminista de Puente Genil.

## Reseña biográfica
Nacido en el seno de una familia de clase obrera de Puente Genil, Córdoba. Su madre, Concepción Bascón Rodríguez, era modista, y su padre fue oficial de Policía Local. Tiene dos hermanas mayores, Concepción y Susana. Y desde pequeño se interesó por la creatividad, la comunicación y la justicia social.
Estudió en el Colegio Alemán hasta acabar la secundaria en el año 2000. Hizo el Bachillerato de Ciencias Naturales y de la Salud en el IES Manuel Reina. Dudó entre estudiar Periodismo y Psicología, pero finalmente se decantó por esta última. En febrero de 2008 se licenció en Psicología por la Universidad de Málaga.

## Trayectoria
En noviembre de 2008, tras cubrir una baja maternal en una Residencia de Personas Mayores, comenzó a trabajar como psicólogo en el Centro Municipal de Información a la Mujer del Ayuntamiento de Lucena. Este tipo de centros, pertenecientes a la red de centros del Instituto Andaluz de la Mujer (IAM) de la Junta de Andalucía, se dedica a la promoción de la igualdad y la lucha contra la violencia de género. En él interviene psicológicamente con mujeres víctimas de violencia de género, entre otras funciones.
Desde que comenzó en este trabajo, ha impartido cientos de talleres sensibilización dirigidos al alumnado de secundaria y enmarcados en las campañas del 8M, Día Internacional de las Mujeres, y del 25N, Día Internacional de la Eliminación de la Violencia sobre las Mujeres. En ellos ha tratado la igualdad de género y la prevención de la violencia de género en la adolescencia y en el noviazgo, así como la identificación de la Publicidad Sexista, las masculinidades y el amor romántico y los buenos tratos. 
También ha impartido infinidad de talleres psicológicos para mujeres de Lucena hasta que, en marzo de 2015, decide crear la Escuela de Empoderamiento, por el bienestar de las mujeres, del Ayuntamiento de Lucena, inspirándose en las históricas escuelas feministas vascas. Preocupándose por crear un espacio seguro donde, a través de la perspectiva de género, del pensamiento feminista, la salud mental, el pensamiento crítico y el sentido del humor, fomenta el empoderamiento de las mujeres tanto a nivel individual como colectivo. Esta Escuela alcanzó fama muy pronto y, en 2016, recibió el Premio EducaCiudad a las Buenas Prácticas en Educación de mano de la Federación Andaluza de Municipios y Provincias (FAMP) y la Consejería de Educación de la Junta de Andalucía.
Durante toda su carrera profesional, ha trabajado para diferentes administraciones públicas, asociaciones de mujeres y centros de educación secundaria con talleres, conferencias y actividades. Siempre centradas en igualdad, publicidad sexista, violencia de género, amor romántico, buenos tratos, inteligencia emocional con perspectiva de género, gordofobia, diversidad sexual y derechos LGTBIQA+, masculinidades igualitarias, manosfera y movimientos de hombres antifeministas. 
Ha trabajado su marca personal durante muchos años, cuidando la relación con su audiencia y siendo cuidadoso en la creación de contenido tanto en YouTube como en redes sociales como @soyjoseoteros. Además, tiene un blog, donde escribe sobre temas que le tocan o le preocupan, con un lenguaje llano y directo, propio de la honestidad que muestra. 
La comunicación es su pasión. No sólo porque le guste escribir o comunicar de forma hablada, sino por el poder de cambio social que tienen los medios de difusión cultural, como las redes sociales o los medios de comunicación tradicionales. Desde 2008 colabora con diferentes medios, tanto en prensa escrita, como en radio y televisión. Por ejemplo, en marzo de 2021, visitó el plató de Sálvame Naranja, como experto en violencia de género para comentar la docuserie de Rocío Carrasco "Rocío, contar la verdad para seguir viva". También ha colaborado en numerosas ocasiones con la Cadena SER, con Canal Sur y con Diario RED. Y en muchos medios locales.  
Además de participar en diferentes colectivos del movimiento asociativo, como la Asociación de Hombres por la Igualdad de Género (AHIGE), concurrió a las Elecciones Municipales de 2019 y de 2023 en las listas de Izquierda Unida Puente Genil.
En octubre de 2024, compareció en el Parlamento de Andalucía, como experto en violencia de género, dentro del Grupo de Trabajo que se estaba llevando a cabo para establecer iniciativas y medidas encaminadas a erradicar la violencia sobre las mujeres en Andalucía.
En 2025 comenzó a estudiar el Máster Universitario de Periodismo y Comunicación Digital: datos y nuevas narrativas de la Universidad Abierta de Cataluña (UOC), para seguir avanzando en su carrera como comunicador y creador de contenido.

## Reconocimientos
- El 27 de septiembre de 2024, el Movimiento Feminista de Puente Genil, a propuesta de Izquierda Unida, le otorgó el IV Reconocimiento Charo Prieto Escalera por la igualdad entre mujeres y hombres, en la categoría individual, por su trayectoria como psicólogo experto en el abordaje de las violencias machistas y su labor en el Centro Municipal de Información a la Mujer del Ayuntamiento de Lucena y por promover la igualdad.[12]